# Probus (imię)
Probus – imię męskie pochodzenia łacińskiego. Wśród patronów – św. Probus, biskup Rieti (VI wiek).
Probus imieniny obchodzi 15 marca, 11 października, 10 listopada i 13 listopada.
Zobacz też: Probus, Henryk Probus.